# Bolesław Michoń (prokurator)
Bolesław Michoń (ur. 26 maja 1934, zm. 30 lipca 2002) – polski prawnik, prokurator, działacz społeczny.

## Życiorys
Urodził się 26 maja 1934. W 1952 zdał maturę w I Państwowej Szkole Męskiej Stopnia Podstawowego i Licealnego w Sanoku. Ukończył studia prawnicze. W okresie PRL pełnił stanowisko prokuratora rejonowego w Sanoku przy tamtejszym Sądzie Rejonowym. Był jednym z prokuratorów oskarżających w sprawie karnej przed Sądem Wojewódzkim w Krośnie przeciwko Jerzemu Kuzianowi, skazanego w grudniu 1981 za zorganizowanie strajku w dniach 13 i 14 grudnia 1981 w Sanockich Zakładach Przemysłu Gumowego "Stomil" w Sanoku po wprowadzeniu stanu wojennego w Polsce.
Został członkiem Komisji Ochrony Porządku i Bezpieczeństwa Publicznego przy Miejskiej Radzie Narodowej w Sanoku w 1965, 1969, 1972, 1973. Został wybrany radnym MRN w Sanoku w 1978 (zasiadł w Komisji Ochrony Porządku i Bezpieczeństwa Publicznego). Był działaczem Miejskiego Komitetu Frontu Jedności Narodu w Sanoku.
W latach 70. pełnił funkcję przewodniczącego Komitetu Rodzicielskiego w II Liceum Ogólnokształcącym im. Marii Skłodowskiej-Curie w Sanoku. Został wiceprzewodniczącym Komitetu Zjazdu wychowanków Gimnazjum i I Liceum w Sanoku w 100-lecie szkoły 1880–1980 oraz był w komitecie redakcyjnym wydanej z tej okazji publikacji pt. Księga pamiątkowa (obchodów 100-lecia Gimnazjum oraz I Liceum Ogólnokształcącego w Sanoku).
Działał na rzecz Towarzystwa Przyjaciół Dzieci. Podczas jego pracy zawodowej wychowankowie Państwowego Domu Dziecka w Sanoku otrzymywali za pośrednictwem TPD książeczki mieszkaniowe, które zakładano z funduszów uzyskanych z orzeczeń prokuratorskich. W styczniu 1988 został wybrany zastępcą przewodniczącego (Roman Daszyk) Zarządu Miejskiego TPD w Sanoku. Współtworzył sanocki oddział Polskiego Komitetu Pomocy Społecznej. 19 września 1987 został członkiem Komitetu Społecznego ORMO w Sanoku.

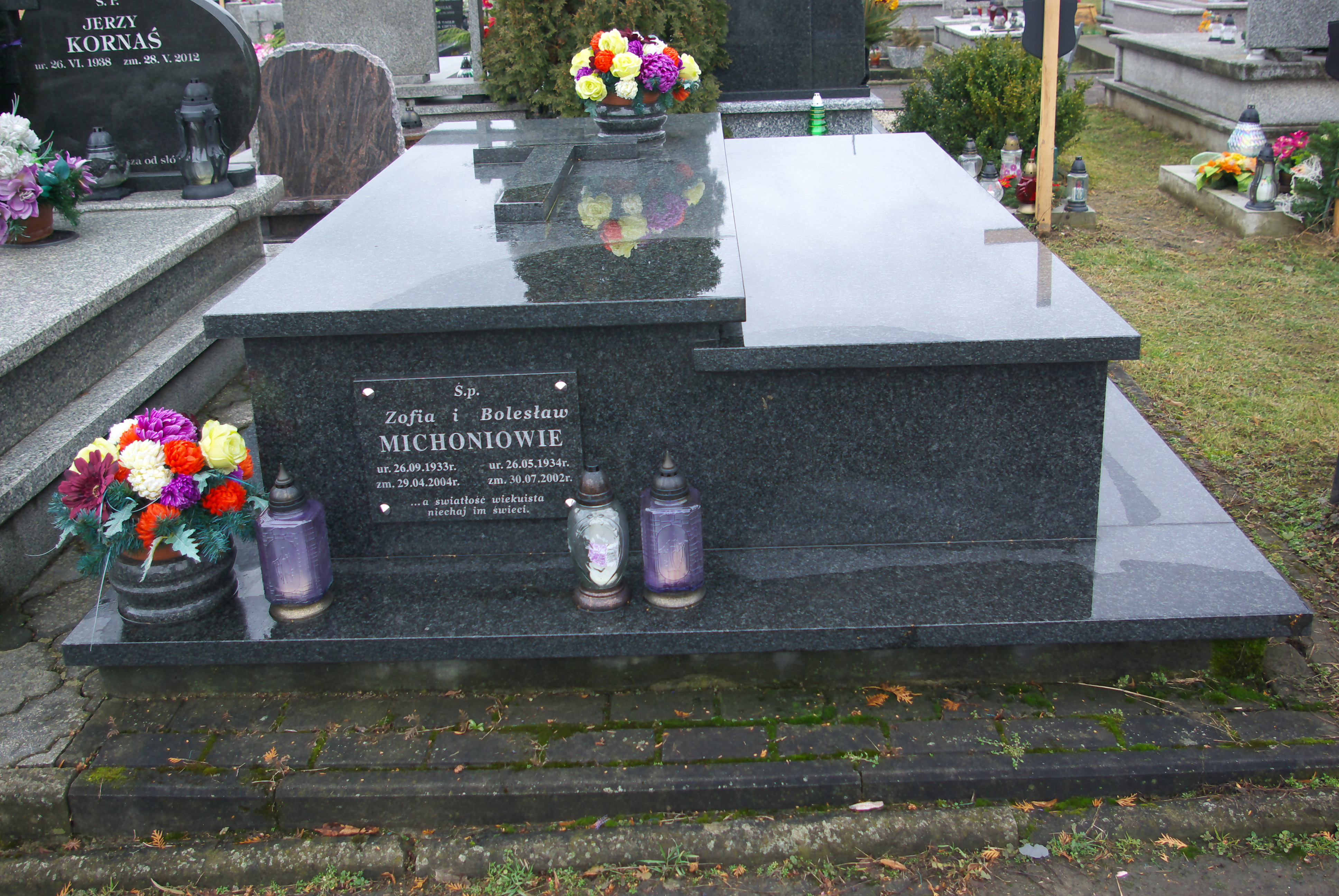
Nagrobek Bolesława i Zofii Michoniów

Zmarł 30 lipca 2002. Jego żoną była Zofia (1933-2004). Oboje zostali pochowani na Cmentarzu Centralnym w Sanoku.

## Odznaczenia
- Krzyż Kawalerski Orderu Odrodzenia Polski (1987)[20][21]
- Medal Komisji Edukacji Narodowej (1985)[22][23]
- Złoty Medal „Za zasługi dla obronności kraju” (1988)[24]
- Srebrna odznaka „Zasłużony Działacz TPD” (1980)[25][26]
- Złota Odznaka „Zasłużony Działacz TPD” (1984)[27]
- Odznaka Specjalna ORMO (1978)[28]
- Odznaka „Zasłużony dla Sanoka” (1978)[29]